# Shermaine Williams
Shermaine Williams (ur. 4 lutego 1990) – jamajska lekkoatletka specjalizująca się w biegu na 100 metrów przez płotki. Okazjonalnie występuje także w sztafecie 4 × 100 metrów.
Jej przyrodnią siostrą jest Danielle Williams.

## Osiągnięcia
- srebrny medal mistrzostw świata juniorów młodszych (Ostrawa 2007)
- srebro mistrzostw świata juniorów (Bydgoszcz 2008)
- złoto mistrzostw panamerykańskich juniorów (Port-of-Spain 2009)
- brąz uniwersjady w sztafecie 4 × 100 metrów (Shenzhen 2011)
- 7. miejsce podczas mistrzostwa świata (bieg na 100 metrów przez płotki, Pekin 2015)

W 2012 startowała na igrzyskach olimpijskich w Londynie, na których zajęła 3. miejsce w swoim biegu półfinałowym i nie awansowała do finału.

## Rekordy życiowe
- bieg na 100 metrów przez płotki – 12,78 (2012 i 2015) / 12,65w (2012)